# La panza del Tepozteco
La panza del Tepozteco es una novela juvenil de terror y aventura del escritor mexicano José Agustín, publicada en 1992. La historia se centra en un grupo de adolescentes que, durante un fin de semana en el poblado de Tepoztlán, ingresan a una caverna en la cual las antiguas divinidades del pueblo mexica esperan el regreso del dios Quetzalcóatl, día en el que podrán salir para volver a convivir de manera pacífica con el pueblo mexicano. El libro tiene un mensaje indigenista, en el cual invita al lector a interesarse en la historia y cultura milenaria de sus antepasados: 

«Sólo comprendían (los dioses) que ahora todo había cambiado, ya nada sería igual,
saldrían del Tepozteco y volverían a pasearse por los grandes volcanes, por las viejas pirámides,
y no les preocupaba que ya no tuvieran cultos como antes,
porque, a su manera, de nuevo estarían vivos en la gente de México...» 

José Agustín, La panza del Tepozteco

Así mismo, el autor parece considerar que en el México moderno se le da poca importancia al legado prehispánico de la nación:

«Érika se maldecía al pensar que nunca había sabido gran cosa de los dioses aztecas,
era algo de lo que casi nadie hablaba, en la escuela menos,
¿Por qué, se decía, si estaban en México, si ésos habían sido los dioses de sus antepasados,
de sus tatarabuelitos o bisabuelitos, de sus remotísimos ancestros?» 

José Agustín, La panza del Tepozteco

## Trama
La historia es de un grupo de adolescentes, que realizan una excursión de fin de semana al poblado mítico de Tepoztlán aprovechando un periodo vacacional de la escuela. Durante su visita, los adolescentes se ven inmersos en una aventura irreal y mágica pero de vital importancia. 
Guiados por un muchacho local, Pancho, amigo de Alaín, los muchachos se adentran en la cordillera del Tepozteco. Al adentrarse en ella ingresan inadvertidamente en "La panza del Tepozteco" en donde, para su mayor sorpresa se topan con los antiguos dioses aztecas. El primero en recibirlos es Tezcatlipoca, quién toma la forma de un anciano ebrio y burlón. Posteriormente conocen a muchos de los dioses y diosas mexicas; Mictlantecuhtli, Tláloc, Huitzilopochtli, Coatlicue, Xiutecutli, Quetzalcóatl y muchos más. Sin embargo, la diosa Coatlicue quiere sacrificar a los muchachos para evitar que revelen el secreto del Tepozteco; ella enviará a otros dioses y ánimas a capturar a los chicos, pero otros dioses, que se oponen al sacrificio, protegerán a los muchachos Durante la huida, los chicos se adentran en un sinfín de habitaciones y jardines mágicos, donde el espíritu del México prehispánico vive latente.